# New Britain (Pennsylvania)
New Britain  è una borough degli Stati Uniti d'America, nella contea di Bucks nello Stato della Pennsylvania. Secondo il censimento del 2010 la popolazione è di 3.152 abitanti.

## Società

### Evoluzione demografica
La composizione etnica vede una maggioranza di quella bianca (95,87%), seguita dagli afroamericani (2,05%) dati del 2000.
| borough di New Britain Popolazione |       |
| 2000                               | 3.125 |
| 2010                               | 3.152 |